# Saturn Awards 2006
La 32ª edizione dei Saturn Awards si è svolta il 2 maggio 2006 all'Universal City Hilton Hotel a Los Angeles in California, per premiare le migliori produzioni cinematografiche del 2005. La cerimonia è stata presentata da Jeff Ross.

## Vincitori e candidati
I vincitori sono indicati in grassetto, a seguire gli altri candidati.

### Film

#### Miglior film di fantascienza
- Star Wars: Episodio III - La vendetta dei Sith (Star Wars: Episode III - Revenge of the Sith), regia di  George Lucas[2]
- I Fantastici 4 (Fantastic Four), regia di  Tim Story
- The Island, regia di  Michael Bay
- The Jacket, regia di  John Maybury
- Serenity, regia di  Joss Whedon
- La guerra dei mondi (War of the Worlds), regia di  Steven Spielberg

#### Miglior film fantasy
- Batman Begins, regia di Christopher Nolan[3]
- La fabbrica di cioccolato (Charlie and the Chocolate Factory), regia di Tim Burton
- Le cronache di Narnia - Il leone, la strega e l'armadio (The Chronicles of Narnia: The Lion, the Witch and the Wardrobe), regia di Andrew Adamson
- Harry Potter e il calice di fuoco (Harry Potter and the Goblet of Fire), regia di Mike Newell
- King Kong, regia di Peter Jackson
- Zathura - Un'avventura spaziale (Zathura - A Space Adventure), regia di Jon Favreau

#### Miglior film horror
- The Exorcism of Emily Rose, regia di  Scott Derrickson[4]
- Constantine, regia di  Francis Lawrence
- La terra dei morti viventi (Land of the Dead), regia di  George A. Romero
- Saw II - La soluzione dell'enigma (Saw II), regia di  Darren Lynn Bousman
- The Skeleton Key, regia di  Iain Softley
- Wolf Creek, regia di  Greg McLean

#### Miglior film d'azione/avventura/thriller
- Sin City, regia di Robert Rodriguez, Frank Miller e Quentin Tarantino[5]
- Flightplan - Mistero in volo (Flightplan), regia di Robert Schwentke
- A History of Violence, regia di David Cronenberg
- Kiss Kiss Bang Bang, regia di Shane Black
- Mr. & Mrs. Smith, regia di Doug Liman
- Old Boy (올드보이), regia di Park Chan-wook
- Red Eye, regia di Wes Craven

#### Miglior attore
- Christian Bale - Batman Begins
- Viggo Mortensen - A History of Violence
- Robert Downey Jr. - Kiss Kiss Bang Bang
- Pierce Brosnan - The Matador
- Hayden Christensen - Star Wars: Episodio III - La vendetta dei Sith (Star Wars: Episode III - Revenge of the Sith)
- Tom Cruise - La guerra dei mondi (War of the Worlds)

#### Miglior attrice
- Naomi Watts - King Kong
- Tilda Swinton - Le cronache di Narnia - Il leone, la strega e l'armadio (The Chronicles of Narnia: the Lion, the Witch & the Wardrobe)
- Laura Linney - The Exorcism of Emily Rose
- Jodie Foster - Flightplan - Mistero in volo (Flightplan)
- Rachel McAdams - Red Eye
- Natalie Portman - Star Wars: Episodio III - La vendetta dei Sith (Star Wars: Episode III - Revenge of the Sith)

#### Miglior attore non protagonista
- Mickey Rourke - Sin City
- Liam Neeson - Batman Begins
- William Hurt - A History of Violence
- Val Kilmer - Kiss Kiss Bang Bang
- Cillian Murphy - Red Eye
- Ian McDiarmid - Star Wars: Episodio III - La vendetta dei Sith (Star Wars: Episode III - Revenge of the Sith)

#### Miglior attrice non protagonista
- Summer Glau - Serenity
- Katie Holmes - Batman Begins
- Jennifer Carpenter - The Exorcism of Emily Rose
- Michelle Monaghan - Kiss Kiss Bang Bang
- Jessica Alba - Sin City
- Gena Rowlands - The Skeleton Key

#### Miglior attore emergente
- Dakota Fanning - La guerra dei mondi (War of the Worlds)
- Freddie Highmore - La fabbrica di cioccolato (Charlie and the Chocolate Factory)
- William Moseley - Le cronache di Narnia - Il leone, la strega e l'armadio (The Chronicles of Narnia: the Lion, the Witch and the Wardrobe)
- Daniel Radcliffe - Harry Potter e il Calice di Fuoco (Harry Potter and the Goblet of Fire)
- Alex Etel - Millions
- Josh Hutcherson - Zathura - Un'avventura spaziale (Zathura - A Space Adventure)

#### Miglior regia
- Peter Jackson - King Kong[6]
- Andrew Adamson - Le cronache di Narnia - Il leone, la strega e l'armadio (The Chronicles of Narnia: The Lion, the Witch and the Wardrobe)
- George Lucas - Star Wars: Episodio III - La vendetta dei Sith (Star Wars Episode III: Revenge of the Sith)
- Mike Newell - Harry Potter e il calice di fuoco (Harry Potter and the Goblet of Fire)
- Christopher Nolan - Batman Begins
- Steven Spielberg - La guerra dei mondi (War of the Worlds)

#### Miglior sceneggiatura
- Christopher Nolan e David S. Goyer - Batman Begins
- Fran Walsh, Philippa Boyens e Peter Jackson - King Kong
- Andrew Adamson, Christopher Markus e Stephen McFeely e Ann Peacock - Le cronache di Narnia - Il leone, la strega e l'armadio (The Chronicles of Narnia: The Lion, the Witch and the Wardrobe)
- George Lucas - Star Wars: Episodio III - La vendetta dei Sith (Star Wars Episode III: Revenge of the Sith)
- Steven Kloves - Harry Potter e il calice di fuoco (Harry Potter and the Goblet of Fire)
- David Koepp - La guerra dei mondi (War of the Worlds)

#### Miglior costumi
- Isis Mussenden - Le cronache di Narnia - Il leone, la strega e l'armadio (The Chronicles of Narnia: The Lion, the Witch and the Wardrobe)
- Terry Ryan - King Kong
- Trisha Biggar - Star Wars: Episodio III - La vendetta dei Sith (Star Wars Episode III: Revenge of the Sith)
- Jany Temime - Harry Potter e il calice di fuoco (Harry Potter and the Goblet of Fire)
- Lindy Hemming - Batman Begins
- Gabriella Pescucci - La fabbrica di cioccolato (Charlie and the Chocolate Factory)

#### Miglior trucco
- Howard Berger, Nikki Gooley e Greg Nicotero - Le cronache di Narnia - Il leone, la strega e l'armadio (The Chronicles of Narnia: The Lion, the Witch and the Wardrobe)
- Nick Dudman e Amanda Knight - Harry Potter e il calice di fuoco (Harry Potter and the Goblet of Fire)
- Richard Taylor, Gino Acevedo, Dominie Till e Peter King - King Kong
- Howard Berger e Greg Nicotero - La terra dei morti viventi (Land of the Dead)
- Howard Berger e Greg Nicotero - Sin City
- Dave Elsey, Lou Elsey e Nikki Gooley - Star Wars: Episodio III - La vendetta dei Sith (Star Wars: Episode III - Revenge of the Sith)

#### Migliori effetti speciali
- Joe Letteri, Richard Taylor, Christian Rivers e Brian Van't Hul - King Kong
- Janek Sirrs, Dan Glass, Chris Corbould e Paul J. Franklin - Batman Begins
- Dean Wright, Bill Westenhofer, Jim Berney e Scott Farrar - Le cronache di Narnia - Il leone, la strega e l'armadio (The Chronicles of Narnia: The Lion, the Witch and the Wardrobe)
- Jim Mitchell, Tim Alexander, Timothy Webber e John Richardson - Harry Potter e il calice di fuoco (Harry Potter and the Goblet of Fire)
- John Knoll, Roger Guyett, Rob Coleman e Brian Gernand - Star Wars: Episodio III - La vendetta dei Sith (Star Wars: Episode III - Revenge of the Sith)
- Dennis Muren, Pablo Helman, Randy Dutra e Daniel Sudick - La guerra dei mondi (War of the Worlds)

#### Miglior colonna sonora
- John Williams - Star Wars: Episodio III - La vendetta dei Sith (Star Wars: Episode III - Revenge of the Sith)
- Hans Zimmer e James Newton Howard - Batman Begins
- Danny Elfman - La fabbrica di cioccolato (Charlie and the Chocolate Factory)
- Patrick Doyle - Harry Potter e il calice di fuoco (Harry Potter and the Goblet of Fire)
- John Ottman - Kiss Kiss Bang Bang
- John Williams - La guerra dei mondi (War of the Worlds)

#### Miglior film d'animazione
- La sposa cadavere (Corpse Bride), regia di Tim Burton e Mike Johnson
- Chicken Little - Amici per le penne (Chicken Little), regia di Mark Dindal
- Il castello errante di Howl (ハウルの動く城), regia di Hayao Miyazaki
- Cappuccetto Rosso e gli insoliti sospetti (Hoodwinked!), regia di Cory Edwards
- Madagascar, regia di Eric Darnell e Tom McGrath
- Wallace & Gromit: La maledizione del coniglio mannaro (Wallace & Gromit: The Curse of the Were-Rabbit), regia di Nick Park e Steve Box

### Televisione

#### Miglior serie televisiva trasmessa da una rete
- Lost
- Invasion
- Prison Break
- Smallville
- Supernatural
- Surface - Mistero dagli abissi (Surface)
- Veronica Mars

#### Miglior serie televisiva trasmessa via cavo
- Battlestar Galactica
- The Closer
- 4400 (The 4400)
- Nip/Tuck
- Stargate Atlantis
- Stargate SG-1

#### Miglior presentazione televisiva
- Masters of Horror
- Il triangolo delle Bermude (The Triangle)
- S.O.S. - La natura si scatena (Category 7: The End of the World)
- Into The West
- L'isola misteriosa (Mysterious Island)
- Revelations

#### Miglior attore televisivo
- Matthew Fox - Lost
- Ben Browder - Stargate SG-1
- William Fichtner - Invasion
- Julian McMahon - Nip/Tuck
- Wentworth Miller - Prison Break
- Tom Welling - Smallville

#### Miglior attrice televisiva
- Kristen Bell - Veronica Mars
- Patricia Arquette - Medium
- Jennifer Garner - Alias
- Jennifer Love Hewitt - Ghost Whisperer - Presenze (Ghost Whisperer)
- Kristin Kreuk - Smallville
- Evangeline Lilly - Lost

#### Miglior attore non protagonista televisivo
- James Callis - Battlestar Galactica
- Adewale Akinnuoye-Agbaje - Lost
- Jamie Bamber - Battlestar Galactica
- Sam Neill - Il triangolo delle Bermude (The Triangle)
- Terry O'Quinn - Lost
- Michael Rosenbaum - Smallville

#### Miglior attrice non protagonista televisiva
- Katee Sackhoff - Battlestar Galactica
- Catherine Bell - Il triangolo delle Bermude (The Triangle)
- Claudia Black - Stargate SG-1
- Erica Durance - Smallville
- Allison Mack - Smallville
- Michelle Rodriguez - Lost

### Home media

#### Miglior edizione DVD/Blu-ray (film)
- Ray Harryhausen: The Early Years Collection
- Bionicle 3 - Le ombre del mistero (Bionicle 3: Web of Shadows)
- Boo
- Cube Zero
- Dead & Breakfast
- Ringers: Lord of the Fans

#### Miglior edizione speciale DVD/Blu-ray
- Sin City
- Donnie Darko
- Se mi lasci ti cancello (Eternal Sunshine of the Spotless Mind)
- Gli Incredibili - Una "normale" famiglia di supereroi (The Incredibles)
- Lemony Snicket - Una serie di sfortunati eventi (Lemony Snicket's A Series of Unfortunate Events)
- Saw - L'enigmista (Saw)

#### Miglior edizione DVD/Blu-ray di un film classico
- Il mago di Oz (The Wizard of Oz)
- Ben-Hur
- La mosca (The Fly)
- Il gladiatore (Gladiator)
- King Kong
- Titanic

#### Miglior collezione DVD/Blu-ray
- The Bela Lugosi Collection
- Batman Collection
- Hammer Horror Film Series
- Harold Lloyd Collection
- Mystery Science Theater 3000, Vol. 7 & 8
- The Val Lewton Collection

#### Miglior edizione DVD/Blu-ray (serie TV)
- Lost - stagione 1
- Battlestar Galactica - stagione 1 e 2
- Frankenstein
- Dr. House - Medical Division (House, M.D.) - stagione 1
- Smallville - stagione 4
- Star Trek: Enterprise

#### Miglior edizione DVD/Blu-ray di una serie TV passata
- Ralph supermaxieroe (The Greatest American Hero)
- The Adventures of Superman - stagione 1
- Alfred Hitchcock presenta (Alfred Hitchcock Presents) - stagione 1
- Kolchak: The Night Stalker
- Moonlighting - stagione 1 e 2
- Una famiglia del terzo tipo (3rd Rock from the Sun) - stagione 1 e 2

## Premi speciali
- George Pal Memorial Award: Ray Harryhausen
- Rising Star Award: Brandon Routh
- Filmmaker's Showcase Award: Shane Black